# 300-km-Rennen von Hockenheim 1972

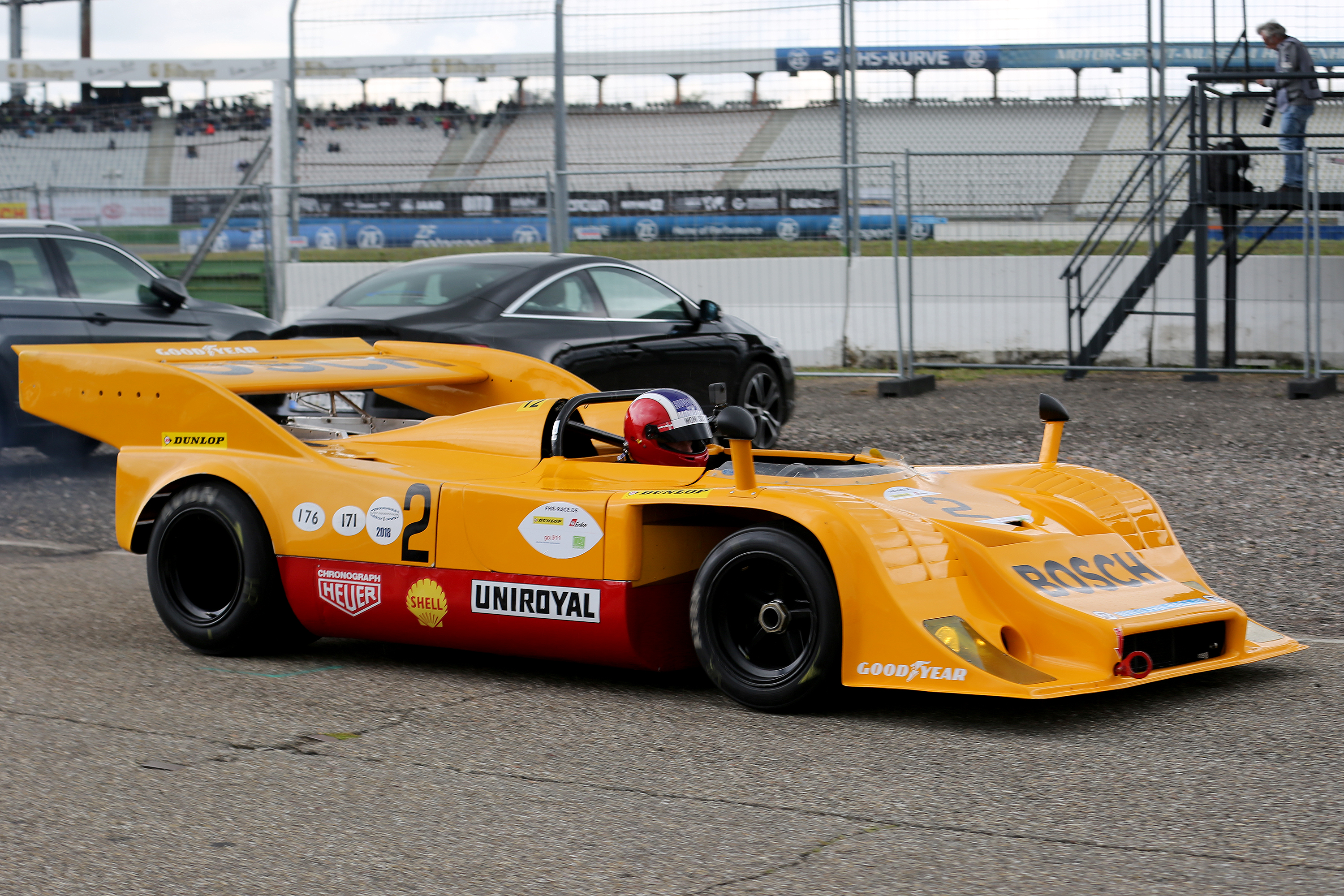
Siegerwagenmodell Porsche 917/10 TC

Das 300-km-Rennen von Hockenheim 1972, auch Südwest-Pokal-Rennen, Int. ADAC-Solitude-Rennen (Interserie), Hockenheim, fand am 16. Juli auf dem Hockenheimring statt und war der fünfte Wertungslauf der Interserie dieses Jahres.

## Das Rennen
60.000 Zuschauer kamen am 16. Juli 1972, dem Renntag, zum Hockenheimring, um die PS-starken und hubraumgroßen Interserie-Prototypen fahren zu sehen. Die Veranstaltung umfasste zwei Wertungsläufe über jeweils 25 Runden. Die Fahrzeiten addierten sich am Ende zu einer Gesamtwertung. Beide Wertungsläufe gewann Leo Kinnunen im 917/10 TC vor seinem Marken- und Typenkollegen Willi Kauhsen. In der Gesamtwertung hatte Kinnunen nach einer Gesamtfahrzeit von 1:44:06,000 Stunden fast zwei Minuten Vorsprung auf Kauhsen. Als Gesamtdritter kam Helmut Kelleners im McLaren M8F in die Wertung.

## Ergebnisse

### Schlussklassement
| 1               | INT   | 1  | Racing Team AAW                | Leo Kinnunen        | Porsche 917/10 TC             | 50 |
| 2               | INT   | 11 | Willi Kauhsen Racing Team      | Willi Kauhsen       | Porsche 917/10 TC             | 50 |
| 3               | INT   | 8  | Felder Racing Team             | Helmut Kelleners    | McLaren M8F                   | 49 |
| 4               | INT   | 22 | Herbert Müller Racing          | Herbert Müller      | Ferrari 512M                  | 48 |
| 5               | INT   | 16 | Hans Müller-Perschl            | Hans Müller-Perschl | KMW                           | 46 |
| 6               | S 2.0 |    | Ecurie Bonnier                 | Roland Heiler       | Lola T290                     | 46 |
| 7               | S 2.0 |    | Momo Racing                    | Corrado Manfredini  | Momo-Abarth 2000              |    |
| 8               | INT   | 26 | Egmont Dursch                  | Egmont Dursch       | Lola Special                  |    |
| 9               | INT   |    | Albert Pfuhl                   | Albert Pfuhl        | Porsche 908/1                 |    |
| 10              | INT   | 21 | Goodwin Racing-Services        | Nick Cussons        | Lola T70 Mk.3 GT              |    |
| 11              | INT   | 6  | Harald Link                    | Harald Link         | KMW                           |    |
| 12              | INT   |    | Ian Richardson                 | Ian Richardson      | McLaren Elva Mark III Special |    |
| 13              | INT   |    | Voltaire Racing Team           | Denis Veyrat        | Lola T70 Mk.3B Special        |    |
| 14              | INT   |    | Peter Groh                     | Peter Groh          | Chevron B8                    |    |
| 15              | INT   | 15 | Kurt Hild                      | Kurt Hild           | KMW                           |    |
| 16              | INT   | 3  | David Hepworth                 | David Hepworth      | BRM P154                      |    |
| 17              | INT   |    | Siegfried Rieger               | Siegfried Rieger    | McLaren M8C                   |    |
| 18              | INT   |    | Louis Morand                   | Louis Morand        | Abarth 2000 SS                |    |
| 19              | S 2.0 |    | Gabriel Serblin                | Gabriel Serblin     | Chevron B21                   |    |
| 20              | S 2.0 |    | Dieter Münch                   | Dieter Münch        | Chevron B21                   |    |
| Ausgefallen     |       |    |                                |                     |                               |    |
| 21              | S 2.0 |    | Wicky Racing                   | Michel Dupont       | Chevron B19                   | 12 |
| 22              | INT   | 16 | Alcan Team BRM                 | Howden Ganley       | BRM P167                      | 10 |
| 23              | INT   |    | Racing Team VDS                | Teddy Pilette       | McLaren M8F                   | 3  |
| 24              | INT   |    | Gelo Racing Team               | Georg Loos          | McLaren M8F                   | 1  |
| Nicht gestartet |       |    |                                |                     |                               |    |
| 25              | S 2.0 |    |                                | Jürgen Peter Kraus  | KMW SP20                      | 1  |
| 26              | INT   |    | Stefan Sklenar                 | Stefan Sklenar      | March 717                     | 2  |
| 27              | INT   |    | Boeri Sport Helmet Racing Team | Ernst Kraus         | Porsche 917 Spyder            | 3  |
| 28              | INT   |    | Wiedmer Racing Team            | Hans Wiedmer        | McLaren M8F                   | 4  |
| 29              | INT   |    | Gelo Racing Team               | Franz Pesch         | McLaren M8F                   | 5  |

1 Unfall im Training
2 nicht gestartet
3 Unfall im Training
4 Motorschaden im Training
5 Motorschaden im Training

### Nur in der Meldeliste
Zu diesem Rennen sind keine weiteren Meldungen bekannt.

### Klassensieger
| Klasse | Fahrer        | Fahrzeug          | Platzierung im Gesamtklassement |
| ------ | ------------- | ----------------- | ------------------------------- |
| INT    | Leo Kinnunen  | Porsche 917/10 TC | Gesamtsieg                      |
| S 2.0  | Roland Heiler | Lola T290         | Rang 6                          |

### Renndaten
- Gemeldet: 29
- Gestartet: 24
- Gewertet: 20
- Rennklassen: 2
- Zuschauer: 60.000
- Wetter am Renntag: warm und trocken
- Streckenlänge: 6,789 km
- Fahrzeit des Siegerteams: 1:44:06,000 Stunden
- Gesamtrunden des Siegerteams: 50
- Gesamtdistanz des Siegerteams: 339,430 km
- Siegerschnitt: unbekannt
- Pole Position: Willi Kauhsen – Porsche 917/10 TC (#11) – 1:58,100 = 207,110 km/h
- Schnellste Rennrunde: Leo Kinnunen – Porsche 917/10 TC (#1) – 2:00,500 = 202,981 km/h
- Rennserie: 5. Lauf zur Interserie 1972